# Fantasy mythique
 (juin 2015).
La fantasy mythique (ou myth fantasy en anglais) est un sous-genre de la fantasy. Elle a comme particularité d'adopter en les réactualisant les motifs et les codes du mythe. 
En opposition à la fantasy mythique, on trouve la fairytale fantasy ou fantasy féerique. Cette dernière catégorie se consacre à la réécriture ou l'invention de contes. Il s'agit d'un genre proche du merveilleux et du conte, qui se sert des motifs et des codes du folklore.
L'article actuel (et notamment la liste des œuvres) confond ces deux sous-genres.

## Définition
La fantasy mythique se caractérise par la réactualisation des mythes.
Ce sous-genre croise régulièrement la fantasy urbaine, la light fantasy et la dark fantasy.
Les frontières avec le réalisme magique sont parfois floues puisque le réalisme magique mêle fantasy mythique et fantastique horrifique.
Selon les interprétations de contes ou de mythes, il peut aussi croiser la science-fiction et plus souvent le fantastique et l'horreur.

## Œuvres littéraires
Les Centaures, publié par l'écrivain français André Lichtenberger en 1904, est un précurseur du genre.
- Écrit avec du sang, anthologie de Tanith Lee
- La Dernière Licorne de Peter S. Beagle
- La Fille du roi des Elfes de Lord Dunsany
- La Forêt des Mythagos de Robert Holdstock
- La Trilogie du Minotaure de Thomas Burnett Swann
- Stardust de Neil Gaiman
- The Wardstone Chronicles de Joseph Delaney
- La sève et le givre de Léa Silhol
- La glace et la nuit de Léa Silhol

## Œuvres d'autres médias

### Cinéma
La fantasy mythique forme l'essentiel de la production de films de fantasy, adaptations de contes anciens, adaptations de romans de fantasy mythique ou création de nouveaux contes dans notre réalité contemporaine avec la fantasy urbaine. 
Reprenant les contes de fées existant :
- Hook ou la Revanche du Capitaine Crochet, qui s'inspire de Peter Pan ;
- La série des Shrek, qui regroupe et parodie les personnages de contes de fées ;
- La Véritable Histoire du Petit Chaperon rouge, réinvention humoristique du Petit Chaperon rouge ;
- Le Petit Poucet d'Olivier Dahan (2001), adaptation du conte éponyme ;
- Les Voyages de Gulliver, plusieurs adaptations au cinéma du roman éponyme ;
- Les Frères Grimm de Terry Gilliam (2005), où les auteurs des contes sont confrontés à des personnages et à une magie qu'ils croyaient imaginaires ;
- Les Aventures fantastiques du baron Munchhausen de Josef Von Báky (1943), qui met en scène le Baron de Münchhausen dans ses aventures fabuleuses ;
- Peter Pan ;
- Les Mille et Une Nuits (film, 1942) (Arabian Nights) ;
- Les Aventures d'Aladin (1001 Arabian Nights) ;
- Les Mille et Une Nuits (film, 1961) ;
- Les Mille et Une Nuits de Pier Paolo Pasolini (1974) ;
- Les Mille et Une Nuits de Philippe de Broca (1990) ;
- Sleepy Hollow de Tim Burton (1999), d'après la nouvelle La Légende de Sleepy Hollow de Washington Irving.

Créant de nouveaux contes :
- Dark Crystal de Jim Henson (1982) ;
- Labyrinthe de Jim Henson (1986), où une jeune fille venue du monde réel explore un labyrinthe dirigé par le roi des cobolds ;
- Legend, qui met en scène de nombreuses créatures issues des contes (par exemple des licornes) ;
- L'Histoire sans fin de Wolfgang Petersen (1984), d'après le roman de Michael Ende, où un jeune garçon venu du monde réel est peu à peu entraîné dans l'univers de fantasy du livre qu'il est en train de lire ;
- Princess Bride de Rob Reiner (1987), d'après le roman de William Goldman ;
- Stardust, le mystère de l'étoile de Matthew Vaughn (2007), adapté du roman de Neil Gaiman ;
- La Dernière Licorne, adaptation du roman de Peter S. Beagle ;
- plusieurs des anime de Hayao Miyazaki, comme Le Voyage de Chihiro ou Le Château ambulant, où le merveilleux côtoie la vie quotidienne ordinaire, et qui tiennent donc du réalisme magique tout en reprenant des personnages et des éléments typiques des contes (par exemple la métamorphose en cochon dans Le Voyage de Chihiro ou les magiciens côtoyant des rois et reines dans Le Château ambulant) ;
- Edward aux mains d'argent de Tim Burton (1991).

Appartenant à la fantasy urbaine :
- Le Labyrinthe de Pan ;
- Le Songe d'une nuit d'été (film, 1999) ;
- Big Fish ;
- La Jeune Fille de l'eau ;
- Splash (film).

### Téléfilms et séries
- La Belle et la Bête : réécriture de l'histoire du même nom à New York au XXIe siècle.
- Le 10e Royaume de David Carson et Herbert Wise (2000), téléfilm adapté du roman de Kristine Kathryn Rusch et Dean Wesley Smith, présentant un monde où tous les contes de fées existent et cohabitent avec le monde réel.
- Blanche-Neige
- La Caverne de la rose d'or, La Princesse et le Pauvre, Desideria et le prince rebelle de Lamberto Bava
- La Reine des neiges
- Le Monde magique des Leprechauns
- Les Mille et Une Nuits
- Once upon a time